# Bariumchlorat
Bariumchlorat ist ein Bariumsalz der Chlorsäure. Es besitzt die Formel Ba(ClO3)2 und gehört zur Stoffgruppe der Chlorate.

## Gewinnung und Darstellung
Im Labor lässt es sich durch Elektrolyse einer Bariumchloridlösung herstellen. Dabei kristallisiert ein Teil des Produkts aufgrund geringerer Löslichkeit aus.
Es kann auch durch Reaktion von Calciumchlorat oder Natriumchlorat mit Bariumchlorid gewonnen werden.
{\displaystyle \mathrm {BaCl_{2}+2\ NaClO_{3}\longrightarrow Ba(ClO_{3})_{2}+2\ NaCl} }
Ebenfalls möglich ist die Darstellung durch Reaktion von Ammoniumchlorat mit Bariumcarbonat
{\displaystyle \mathrm {2\ NH_{4}ClO_{3}+BaCO_{3}\longrightarrow Ba(ClO_{3})_{2}+2\ NH_{3}+H_{2}O+CO_{2}} }
oder durch einen Liebig-Prozess durch Reaktion von Bariumhydroxid mit Chlorgas.
{\displaystyle \mathrm {6\ Ba(OH)_{2}+6\ Cl_{2}\longrightarrow 5\ BaCl_{2}+Ba(ClO_{3})_{2}+6\ H_{2}O} }
Aus Lösungen bildet sich das Monohydrat.

## Eigenschaften
Bariumchlorat ist ein farbloses Pulver, das sich ab 250 °C zersetzt.
{\displaystyle \mathrm {Ba(ClO_{3})_{2}\longrightarrow BaCl_{2}+3\ O_{2}} }
Es ist ein starkes Oxidationsmittel. Wie alle Chlorate muss auch diese Verbindung vorsichtig gehandhabt werden. Das Monohydrat gibt bei 120 °C sein Kristallwasser ab, wobei die Abgabe schon bei 85 °C beginnt.
Das Monohydrat besitzt eine monokline Kristallstruktur mit der Raumgruppe C2/c (Raumgruppen-Nr. 15). Das Anhydrat eine orthorhombische Kristallstruktur die wahrscheinlich zur Raumgruppe Fd2d (Nr. 43, Stellung 3) gehört.

## Verwendung
In der Pyrotechnik wird Bariumchlorat nur noch selten eingesetzt. Für eine grüne Flammenfärbung verwendet man heutzutage Bariumnitrat, da Zubereitungen mit Bariumchlorat auf Stoß, Schlag und Reibung heftig reagieren können.
Bariumchlorat wird heute relativ selten verwendet und im Vergleich zu Kaliumchlorat und Natriumchlorat nur noch in geringeren Mengen hergestellt.
Es wird im Labormaßstab auch zur Herstellung von Chlorsäure verwendet und wird auch teilweise beim Schwarzdruck eingesetzt.